# Villacibrán
Villacibrán (en asturiano y oficialmente Viḷḷacibrán) es una parroquia y una aldea del concejo de Cangas del Narcea, en el Principado de Asturias, España.